# Skołoszów
Skołoszów is een dorp in de Poolse woiwodschap Subkarpaten. De plaats maakt deel uit van de gemeente Radymno en telt 1400 inwoners.